# Zombiefication
Zombiefication ist eine mexikanische Death-Metal-Band aus Santiago de Querétaro, die 2009 gegründet wurde.

## Geschichte
Die Band wurde im November 2009 gegründet. Bereits im folgenden Jahr erschien über Asphyxiate Recordings das Debütalbum Midnight Stench. 2012 erschien die EP Reaper’s Consecration. Im Folgejahr ging es auf eine 21-tägige Europatournee, bei der sie auch auf dem SWR Barroselas Metalfest in Portugal spielte. Im selben Jahr wurde über Pulverised Records außerdem das zweite Album At the Caves of Eternal veröffentlicht. 2014 wurde eine zweite Tour durch Europa abgehalten. Dieses Mal fand sie im Norden des Kontinents statt, an der Tour nahmen auch Unaussprechlichen Kulten und Incarceration teil. In diesem Jahr wurde zudem über Doomentia Records das Album Procession Through Infestation publiziert. 2015 erschien die Split-Veröffentlichung Eyeless Ghoulish Horror mit Revel in Flesh. 2018 wurde das sieben Lieder umfassende Album Below the Grief bei Doomentia Records veröffentlicht.

## Stil
Patrick Schmidt vom Rock Hard schrieb in seiner Rezension zu Procession Through Infestation, dass hierauf sehr schneller Old-School-Death-Metal im skandinavischen Stil zu hören ist. Abwechslung werde durch „eingestreute Horror-Metal-Parts“ und durch den „gelegentlich in den Black-Metal-Bereich abdriftende[n] Gesang“ erreicht. Sebastian Schilling vom selben Magazin merkte in seiner Rezension zu Below the Grief an, dass zu dem eigenständig klingenden Death Metal nun auch Klänge aus dem Black Metal hinzugekommen seien, was den Songs mehr Dynamik verleihe. So würden sowohl schnelle Blastbeats als auch melodisch-atmosphärische Passagen verwendet. In derselben Ausgabe schrieb Schilling außerdem, dass man nun den Gesang verändert hat. Im Interview mit ihm gab Jacobo „Mr. Jacko“ Córdova an, dass es neben Einflüssen aus dem Death-, Black-, Doom- und Heavy-Metal noch viele weitere gebe, weswegen er den Stil unter dem Begriff Extreme Metal zusammenfassen würde. Als großen Einfluss für die Band gab er Bathory an, insgesamt sei die Gruppe stärker durch europäischen als durch US-amerikanischen Metal beeinflusst worden. Eric Poulin von metal-temple.com ordnete Below the Grief dem Death Metal zu. In den einzelnen Liedern hörte er Gemeinsamkeiten zu Johan Liva, Dissection, Amon Amarth, High on Fire, Paradise Lost, My Dying Bride und Arch Enemy heraus.

## Diskografie
- 2009: Stenching… Promo 2009 (Demo, Eigenveröffentlichung)
- 2010: Midnight Stench (Album, Asphyxiate Recordings)
- 2011: Only Stench Is Real Promo 2011 (Demo, Eigenveröffentlichung)
- 2012: Reaper’s Consecration (EP, Chaos Records)
- 2013: At the Caves of Eternal (Album, Pulverised Records)
- 2014: Procession Through Infestation (Album, Doomentia Records)
- 2015: Eyeless Ghoulish Horror (Split mit Revel in Flesh, Doomentia Records)
- 2018: Below the Grief (Album, Doomentia Records)